# Guayuriba dilaticeps
Guayuriba dilaticeps är en skalbaggsart som först beskrevs av Bates 1881.  Guayuriba dilaticeps ingår i släktet Guayuriba och familjen långhorningar. Inga underarter finns listade i Catalogue of Life.